# 虹と雪のバラード
「虹と雪のバラード」（にじとゆきのバラード）は、1972年2月に開催された1972年札幌オリンピックのテーマソングである。

## 概要

### 経緯
本曲は作詞：河邨文一郎、作曲：村井邦彦。
五輪開幕2年前の1970年、NHKは河邨に作詞を依頼する際に、
1. イベントが終わっても長く歌い継がれるもの。
2. オリンピックを待ち焦がれる札幌の人たちの心情を表していること。
3. 重々しい式典風のものではなく、屋根裏の落第坊主がギターを爪弾いて歌え、なおかつ、何千人もの合唱に耐えうること。

の3つを要望した。
依頼を受けた当初はなかなか構想がまとまらず、河邨は2週間ペンが進まなかったという。河村はNHKからの依頼を「ポピュラー音楽専門の作詞家を避けて、本格的な芸術性を芯に据えた作詞を狙いとしたのだろう」と解釈し、北海道と北欧・シベリア・アラスカ・カナダといった北方圏住民の連帯感を生み出す思いを込めた内容とし、曲名は純白の天地に七色の虹を掲げて国々を繋ぐイメージで庶民の俗謡（バラード）とする狙いを込めた。
1971年2月から3月までNHK『みんなのうた』の「札幌五輪のうた」のコーナーで流された。1964年東京オリンピックのテーマ曲である「東京五輪音頭」や日本万国博覧会のテーマ曲である「世界の国からこんにちは」の例に倣い、この曲も複数歌手による競作となり、トワ・エ・モワ、黛ジュン、菅原洋一、ピンキーとキラーズ、佐良直美、トワ・エ・モワと同一の芸能事務所に所属していたジャッキー吉川とブルー・コメッツやスクールメイツなどが歌唱したが、最終的にトワ・エ・モワ版が定着しこの年の『第22回NHK紅白歌合戦』でもトワ・エ・モワがこの曲を歌った。

### 五輪後

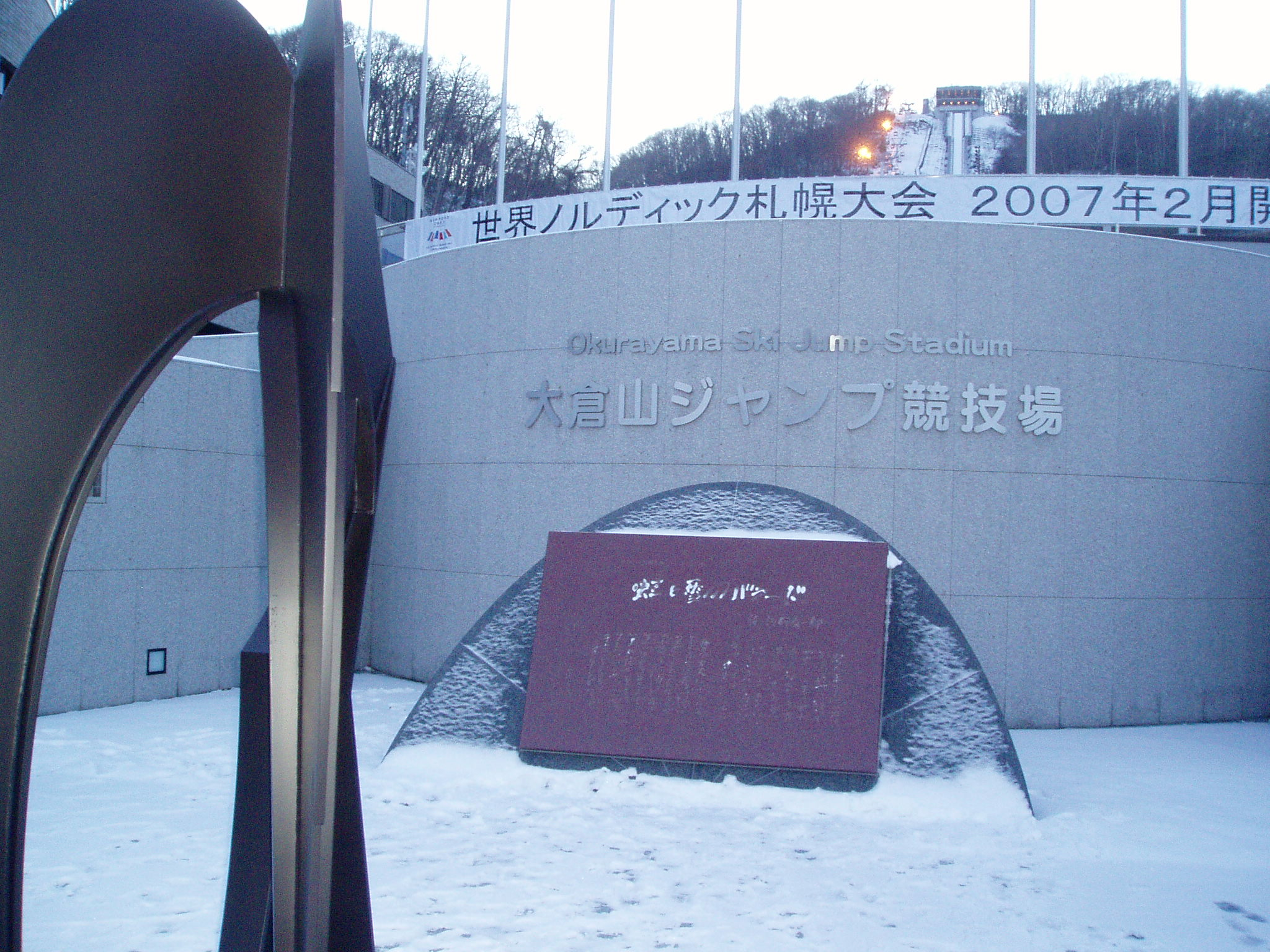
大倉山ジャンプ競技場にある詩碑

1986年以後、日本の高校の音楽教科書に何度か掲載された。
2003年、河邨が初代教授を務めた札幌医科大学整形外科のパーティで、トワ・エ・モワが「虹と雪のバラードの詩碑はどこにあるのですか？」と質問したのをきっかけに詩碑建立計画が始まり、揮毫は河邨と交流が深かった書家の中野北溟、デザインは札幌市立高専教授で彫刻家の國松明日香に依頼した。2005年9月11日、札幌オリンピック ノルディックスキージャンプ競技の舞台となった大倉山ジャンプ競技場に詩碑が設置され、除幕式にはトワ・エ・モワの2人も参加してこの歌を熱唱した。なお、河邨は2004年3月30日に他界しており、詩碑の完成を見ることはできなかった。
2011年から始まった「みんなのうた発掘プロジェクト」により、映像が提供され、2012年3月15日深夜（3月16日未明）放送の『みんなのうた発掘スペシャル』で、実に41年ぶりの再放送となった。なお同番組では当時の映像のほか、当時の曲名・歌詞などのテロップがそのまま放送された。
札幌オリンピック当時は多くの学校で唱歌として採用された。そのため1番2番の歌詞を知っている人が多い歌でもある。今でも学校唱歌として、時々使用されている。また人が集まるイメージと、町ができあがるイメージなどを盛り込んだ歌としてオリンピック後も人々に親しまれ、時々CMソングとしても流れる事がある。札幌を代表する歌のひとつとしてさっぽろ雪まつりの会場内でも頻繁に流されている。
2019年2月4日から札幌市営地下鉄東西線と南北線、同月6日から東豊線で到着メロディとして曲のサビ部分をアレンジした音楽を使用している。2030年冬季オリンピックの札幌招致の機運を高めることが狙いとされており、全49駅のうち26駅で流されていたが、2023年末での招致活動の停止に伴い2024年3月14日～16日にメロディの廃止が予定されている。

## トワ・エ・モワ版
トワ・エ・モワ版『虹と雪のバラード』は1971年8月25日 に発売され、オリンピックの開催に合わせたように徐々に売上を伸ばし、オリコン・チャートの7位まで上昇した。売上は累計で60万枚に達した。
トワ・エ・モワの白鳥英美子は「河邨さんは“詩人”なんだなぁ、そしてこれは札幌に住んでいる方でないと書けない“深いところまで見据えた言葉遣い”をされているなぁと感じました。それまでのトワ・エ・モワの曲とは少し異なる行進曲風の曲調で、何度もなじむまで歌いました。」と、初めて歌詞を読んだ当時を回想している。
このトワ・エ・モワ版であるが、小谷充（シングルバージョン）、川越守（『みんなのうたバージョン）と編曲（アレンジ）担当者が異なっている。川越のアレンジによるみんなのうたバージョンはホルンのファンファーレで始まるのが特徴である。また、レコードバージョンとみんなのうたバージョンでは若干歌い方が違う。
トワ・エ・モワは1973年に解散していたが、1998年長野オリンピックに先立ち再結成した。芥川澄夫は、札幌オリンピックの日の丸飛行隊の3人にこの曲を生で聞かせるよう求められたと話している。

### 収録曲

#### オリジナル盤
| 全編曲: 小谷充。 |                                                    |            |            |      |
| #                | タイトル                                           | 作詞       | 作曲       | 時間 |
| 1.               | 「虹と雪のバラード」(The Ballad Of Rainbow & Snow) | 河邨文一郎 | 村井邦彦   | 3:28 |
| 2.               | 「トワ・エ・モワの子守唄」(Lullaby of Toi et Moi)  | 芥川澄夫   | 山室英美子 | 2:25 |
| 合計時間:        | 合計時間:                                          | 合計時間:  | 合計時間:  | 5:53 |

#### 虹と雪のバラード ('98 Version)
| #         | タイトル                                                | 作詞       | 作曲      | 編曲      | 時間  |
| --------- | ------------------------------------------------------- | ---------- | --------- | --------- | ----- |
| 1.        | 「虹と雪のバラード ('98 Version)」                      | 河邨文一郎 | 村井邦彦  | 清水信之  | 3:39  |
| 2.        | 「地球は回るよ ('98 Version)」                          | 山上路夫   | 東海林修  | 重実徹    | 3:58  |
| 3.        | 「虹と雪のバラード ('98 Version)」(オリジナル カラオケ) |            |           |           | 3:38  |
| 4.        | 「地球は回るよ ('98 Version)」(オリジナル カラオケ)     |            |           |           | 3:52  |
| 合計時間: | 合計時間:                                               | 合計時間:  | 合計時間: | 合計時間: | 15:07 |

## ジャッキー吉川とブルー・コメッツ版
前作「生きるよろこびを」の発売から2週間後の1971年9月10日に発売された。多くのグループとの競作となったが、レコードはトワ・エ・モワが多くを売り上げたため、ブルー・コメッツ版のこの曲が表に出ることはあまり無かった。
レコードジャケットには「札幌オリンピック組織委員会選定／札幌オリンピックの歌」と記されている。また、ジャケットに写るメンバーの写真は「海辺の石段」のB面・「冬の嵐」のジャケットで使われた写真がそのまま流用されている。
B面は「愛の子守歌」。ブルー・コメッツのベーシスト・高橋健二が作曲した歌謡曲風の曲。1970年12月10日に発売されたブルー・コメッツのアルバム「ベスト・オブ・ブルー・コメッツVol.2」に収録されたのが、この曲の初出である。

### 収録曲
1. 虹と雪のバラード
作詞:河邨文一郎／作曲：村井邦彦／編曲:川口真
2. 愛の子守歌
作詞:橋本淳／作曲:高橋健二／編曲:筒美京平

## その他のカバー
- 西六郷少年少女合唱団 - シングルレコード。B面は『白い恋人たち』の日本語（訳詞：永田文夫）カバー。
- 布施明 - アルバム『昭和カヴァーズ・ヒッツ』（キングレコード）収録）。
- 天地真理 - ファーストアルバム『水色の恋/涙から明日へ』（CBSソニーレコード）収録。
- 岩河三郎 - 行進曲「虹と雪」（曲のトリオに虹と雪のバラードが用いられている）
- 松山千春（2018年、アルバム『北のうたたち』収録）
- 野宮真貴 with 横山剣 from クレイジーケンバンド - アルバム『野宮真貴 渋谷系ソングブック』収録
- ヤング101 - NHK総合テレビの音楽番組『ステージ101』のアルバム『若い旅』（1972年）とCD『ステージ101ベスト』（2001年）に収録。メンバーであるザ・バーズとヤング101の共演。
- 上杉周大 feat.南壽あさ子 - アルバム「You Are The Man!!」に収録